# Biblioteca nazionale di Spagna

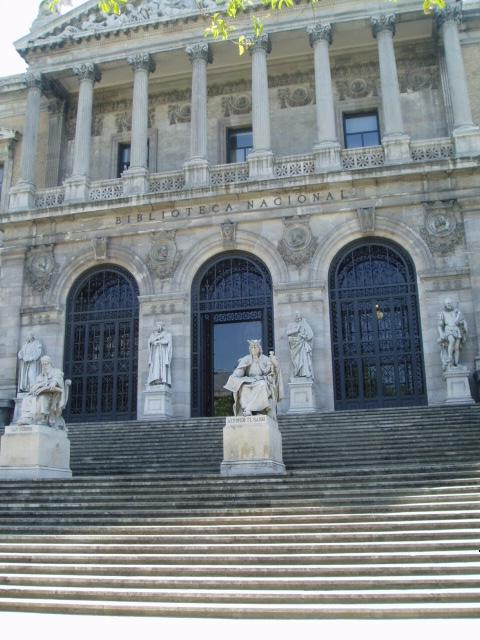
Facciata della Biblioteca nazionale di Spagna.

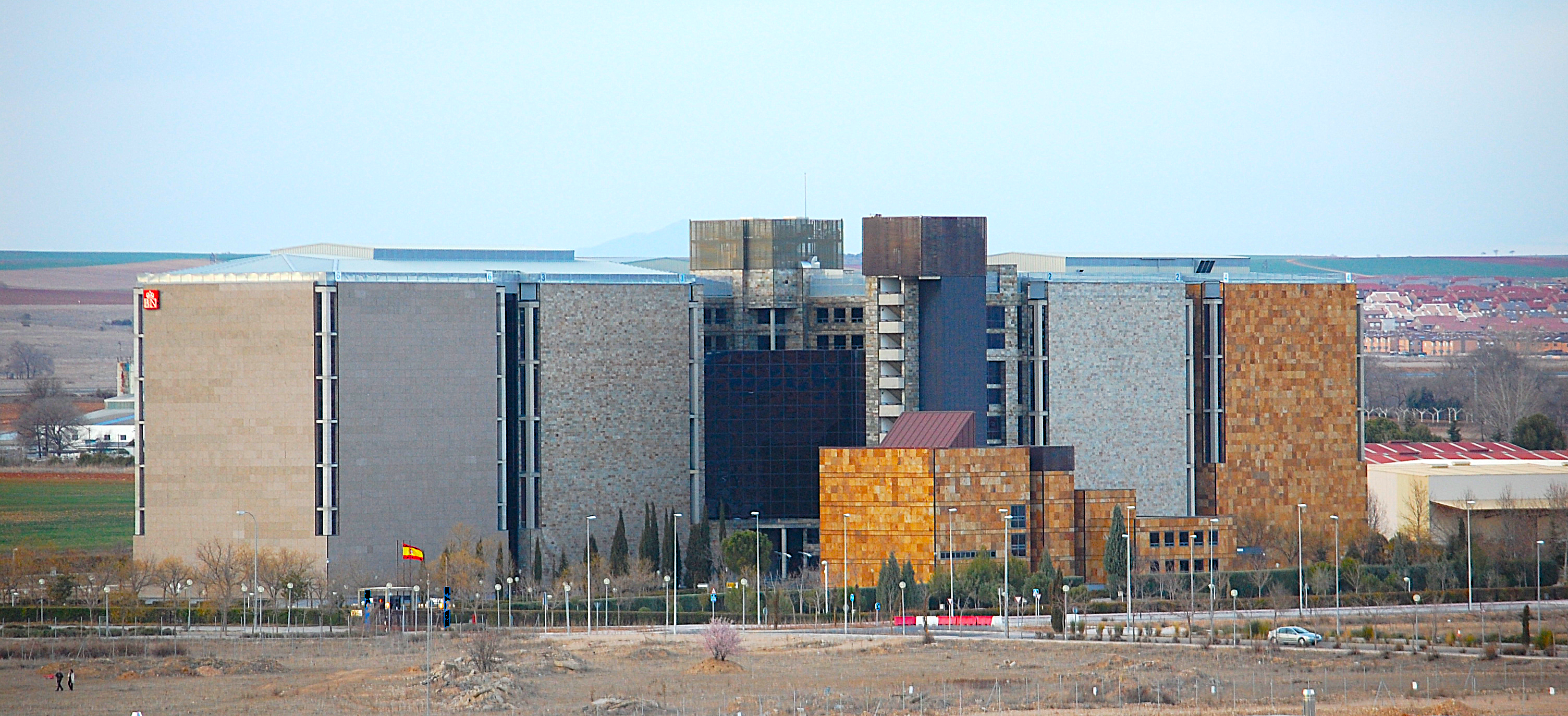
Sede della Biblioteca Nazionale di Spagna ad Alcalá de Henares.

La Biblioteca nazionale di Spagna è la principale biblioteca spagnola, essendo il centro depositario del patrimonio bibliografico spagnolo. È situata al numero 20 del Paseo de Recoletos di Madrid e divide l'edificio con il Museo archeologico nazionale di Spagna. Una stima del 2005 le attribuisce un fondo bibliografico di 17 milioni di documenti. Ha una seconda sede ad Alcalá de Henares.

## Storia
Fondata da Filippo V nel 1712 come biblioteca reale, il 2 gennaio 1716 viene promulgato il decreto della creazione, con la doppia funzione di far arrivare la conoscenza ai cittadini e raccogliere le biblioteche di alcuni nobili.
I tipografi erano obbligati a fornire alla Biblioteca una copia di tutti i libri che si pubblicavano in Spagna. La prima opera, frutto del lavoro della Biblioteca, viene pubblicata nel 1738, con il titolo di Bibliotheca Universal de la Polygraphia Española, realizzata da Cristóbal Rodríguez. Nel 1761, Carlo III fonda la Imprenta Real a carico del bibliotecario più anziano, favorendo la moltiplicazione delle opere, grazie alla direzione del poeta e drammaturgo Vicente Antonio García de la Huerta.
Nel 1836, la Biblioteca inizia ad essere chiamata Nacional e la sua attività smette di dipendere dalla Casa Reale, per passar nelle mani della pubblica amministrazione. La desamortización provoca la chiusura di numerosi conventi ed istituzioni religiose, quindi la Biblioteca inizia una politica di recupero del materiale, incrementando i suoi fondi e soprattutto migliorandone la qualità.
Nel 1892, 26 anni dopo il suo inizio, terminano i lavori del cosiddetto Palacio de Museos, Archivo y Biblioteca Nacionales a Madrid, edificio neoclassico progettato dall'architetto Francisco Jareño y Alarcón (1818–1892), e nel 1896 tutti i fondi erano stati traslocati definitivamente nella nuova sede.
Durante la Guerra civile spagnola, tra il 1936 e il 1939, accedono alla biblioteca quasi mezzo milione di volumi.
Già nel 1986, la Biblioteca integrerà la Hemeroteca Nacional, l'Instituto Bibliográfico Hispano ed il Centro del Tesoro Documental, tutto come un unico progetto.
Nel 1991 viene un nuovo deposito di libri ad Alcalá de Henares, nei pressi di Madrid, per far fronte alla continua crescita delle collezioni.

## Governo ed amministrazione
La Biblioteca dipende direttamente dal Ministero della Cultura e dal direttore Generale della stessa, ai quali la legge attribuisce le facoltà di organo superiore consultivo, diretto da un Consejo de Dirección, una Direzione Tecnica e un ufficio di amministrazione.

## Fondi
Attualmente, la biblioteca dispone di:
- 2 073 718 libri moderni (dal 1831)
- 215 383 registrazioni sonore
- 122 327 riviste e periodici
- 106 007 partiture
- 89 278 libri antichi (fino al 1830)
- 80 167 registrazioni, disegni e fotografie
- 46 624 carte geografiche e piantine
- 42 035 audiovisivi
- 9 512 manoscritti e documenti.